# Anna 'Matlelima Hlalele
Anna 'Matlelima Hlalele (sinh năm 1929) là một cựu bộ trưởng chính phủ trợ lý của Lesotho.
Hlalele được sinh ra tại Teyateyaneng trong gia đình của một công nhân nhà máy, và lần đầu tiên theo học trường Phương pháp Randfontein, tốt nghiệp khóa đầu tiên và đến trường trung học Basutoland, nơi bà có được chứng chỉ cao cấp của Cape và trở thành giáo viên trợ giảng. Tiếp theo là một khóa học ba năm tại Đại học Bristol, cuối cùng bà nhận được chứng chỉ về giáo dục. Năm 1961, bà trở thành chuyên gia phát triển cộng đồng tại Bộ Chính quyền địa phương, chuyển sang Bộ Nông nghiệp vào năm sau và triển khai các chương trình dinh dưỡng thí điểm; bà cũng bắt đầu một loạt các chương trình hàng tuần về sự sạch sẽ, chăm sóc trẻ em và dinh dưỡng trên Radio Lesoto. Từ năm 1969 đến 1970, Hlalele đã ở Đại học Ibadan nghiên cứu về khoa học thực phẩm và áp dụng dinh dưỡng, trở về Lesentine để đứng đầu ngành dinh dưỡng và kinh tế gia đình của Bộ Nông nghiệp. Bà đã nghỉ hưu sau khi hoàn thành các hoạt động công vụ vào năm 1977 và thành lập và lãnh đạo một bộ phận kinh tế gia đình tại trường trung học Machabeng của Maseru.
Sau cuộc đảo chính năm 1986 đã phế truất Leabua Jonathan, Hlalele trở thành người phụ nữ đầu tiên phục vụ ở vị trí cấp cao trong nội các của Lesentine khi bà được bổ nhiệm vào vị trí trợ lý bộ trưởng  của Bộ hợp tác xã, Phát triển nông thôn, Thanh niên, Thể thao và Phụ nữ; bà mô tả Bernice Tlalane Mohapeloa và 'Masechele Khaketla là hình mẫu của bà. Bà đã đi đến Bắc Kinh vào năm 1987. Năm 1989, bà gia nhập hội đồng quản trị của Trung tâm công nghiệp cơ hội Leseria; Năm 1991, bà trở thành chủ tịch của Hội đồng làng trẻ em SOS, làm việc để mở một chi nhánh địa phương ở Lesentine. Năm 1995, nhóm đã mở một trường Hermann Gmeiner ở Litva. Năm 2001, bà nghỉ hưu với tư cách là chủ tịch và trở thành người Nam Phi đầu tiên nhận được Huân chương Làng trẻ em Save My Souls; bà cũng đã nhận được gần như mọi giải thưởng có thể từ chính phủ Lesentine. Bà thành lập Hiệp hội công dân cao cấp phụ nữ Maseru vào năm 1992, và năm 2002, nhóm này đã tham gia Hội nghị thế giới về lão hóa trong việc phát triển một chiến lược để bảo vệ phúc lợi của người cao niên trên toàn thế giới. Bà cũng đã làm việc để thông báo cho người già về AIDS và các vấn đề nhân quyền khác.